# Kalitengah (Blado)
Kalitengah is een bestuurslaag in het regentschap Batang van de provincie Midden-Java, Indonesië. Kalitengah telt 377 inwoners (volkstelling 2010).